# Osnovna šola Vič
Osnovna šola Vič je javna izobraževalna ustanova v  četrtni skupnosti Vič, v Mestni Občini Ljubljana. Izvaja javno veljaven program osnovnošolskega izobraževanja. 

## Zgodovina
Prva šola na Viču je bila kot ljudska šola dvorazrednica ustanovljena leta 1896, takrat je imela le en sam razred učencev. Pouk je sprva potekal v zasebnih stavbah na Glincah, v Plavčevi hiši in nato Tribučevi hiši ob Tržaški cesti. Leta 1898 so začeli z zidanjem novega šolskega poslopja na Tržaški cesti 78, dokončali pa so jo leta 1899. Prvi viški učitelj je bil Jakob Marn.
V šolskem letu 1899/1900 je šolo obiskovalo že 235 otrok. Šola je v šolskem letu 1902/1903 postala štirirazrednica in s tem premajhna za vse učence. Na Tržaški cesti 74 so se lotili gradnje novega šolskega poslopja, ki so ga za pouk naposled odprli 18.9.1911. Staro poslopje je postalo Plavi vrtec, pošta in ljudska milica. Tik pred 1. svetovno vojno je šolo obiskovalo 844 učencev, leta 1914, na začetku 1. svetovne vojne, so šolo izpraznili in jo bili prisiljeni oddati vojni upravi, rostore so uredili tudi za vojaško bolnišnico. Pouk je znova potekal v zasebnih hišah, med drugim v gostilni Robežnik. Po vojni se je število učencev zmanjšalo na 776, šola pa je obsegala že 19 razredov. Po letu 1932 je novi šolski upravnik postal Ivan Michler.
Med drugo svetovno vojno je šola le delno služila svojemu namenu: v telovadnici je bilo vojaško skladišče, deset učilnic so zasedle stranke z Ljubljanskega gradu. Šolsko poslopje je dan pred osvoboditvijo utrpelo tudi eksplozijo, ki je porušila del stavbe in razbila veliko okenskih stekel. Šolsko poslopje so po vojni obnovili.
V 50-ih letih je šolska zgradba ponovno postajala premajhna in pouk nekaterih razredov se je odvijal v drugih zgradbah, prišlo pa je tudi do šolske reforme, ki je spremenila osnovne šole v osemletke, gimnazije pa v štiriletne šole.
V šolskem letu 1962/63 se je šola preimenovala v OŠ Ljubljana Vič. V 60. in 70. letih se je število učencev zopet precej povečalo in uvedli so izmene, v šolskem letu 1970/71 so bile celo tri. Zato so leta 1975 pričeli z gradnjo novega šolskega poslopja. Nova šola na Abramovi ulici 26 (prej Nanoški 2) je odprla vrata 4.9.1976.
V letih 1970 in 1971 je šolski svet ustanovil Pripravljalni odbor za gradnjo novega šolskega poslopja, ki je izdal zahtevo, da bi zgradili novo šolsko poslopje. Novo šolo so otvorili 4. septembra 1976. Nova šola je imela kar 44 oddelkov, učiteljski zbor pa je štel 62 učiteljev. V šoli so uredili s pomočjo Zdravstvenega doma Vič zobno ambulanto.
Najprej se je šola imenovala I. državna mešane ljudske šola nato Državna narodna šola na Viču, Osnovna šole Vič- Ljubljana, leta 1981 se je preimenovala v Osnovna šola Marjan Novak - Jovo.
V novejšem obdobju, leta 1988, je pouk obiskovalo 1142 otrok v 41 oddelkih z 107 delavci šole.
S šolskim letom 1992/93 je naziv šole zopet Osnovna šola Vič, maskota je postal Vičko, barva šole je postala modro-bela, šola pa je dobila tudi himno Kam pa tako hitijo, ki jo za šolo takrat izvedla skupina Peter Pan.

## Seznam znanih Slovencev, ki so obiskovali Osnovno šolo Vič
- Rudolf Francl
- Minca Jeraj
- Tugo Klasnic
- Aleš Puhar
- Janez Mejač
- Majda Potokar
- Tatjana Remškar
- Stane Sever
- Janez Škof
- Slavko Štrukelj
- Milena Trost
- Aleksander Valič
- Mitja Kreft
- Snežna Vrhovc
- Lojze Svete
- Andrej Drapal
- Tatjana Žener
- Natali Žlajpah
- Mateja Svet
- Aljaž Pegan
- Dejan Ločnikar
- Alenka Arko
- Aleš Kunc
- Sašo Udovič
- Silva Miklavčič
- Janez Vrhunc
- Tadej Brate
- David Mihalič
- Slavko Duščak
- Brane Oblak
- Franci Pavšer ml.

- Blaž Vrhovec